# ميكي فالون
ميكي فالون (بالإنجليزية: Mickey Fallon)‏ هو لاعب كرة قدم أمريكية أمريكي، ولد في 15 أبريل 1898 في هارتفورد في الولايات المتحدة، وتوفي في 21 مارس 1972 في نيويورك في الولايات المتحدة.

## وصلات خارجية
- ميكي فالون على موقع مرجع كرة القدم المحترفة.كوم (الإنجليزية)